# Züri-Wiesn
Die Züri-Wiesn – Unser Oktoberfest ist eines der grössten Oktoberfeste der Schweiz und findet alljährlich in der Haupthalle des Zürcher Hauptbahnhofs statt.

## Beschreibung
Die Züri-Wiesn wurde 2007 initiiert und findet alljährlich während 24 Tagen im September/Oktober statt. Im Durchschnitt besuchen ca. 35'000 Personen das Fest und konsumieren dabei über 3500 Haxn, 4500 halbe Hendl und 50'000 Liter Bier. Das Bierzelt, welches für die Züri-Wiesn in der Haupthalle des Hauptbahnhofs aufgestellt wird, fasst rund 1200 Personen. Neben dem Bierzelt beinhaltet das Konzept einen Biergarten, einen Take-Away sowie einen Confiserie- und Marroni-Stand. Das gesamte Areal ist rollstuhlgängig, das Bierzelt verfügt über eine eigene Toilettenanlage.

## Besonderheiten
Eröffnet wird die Züri-Wiesn traditionell mit dem Anstich und einem VIP-Anlass mit prominenten Gästen. Folgende Persönlichkeiten haben bisher das erste Fass angezapft:
- 2007: Christa Rigozzi, 3 Schläge
- 2008: Amanda Ammann, 5 Schläge
- 2009: Renzo Blumenthal, 4 Schläge
- 2010: Linda Fäh, 2 Schläge
- 2011: Kerstin Cook, 4 Schläge
- 2012: Linda Fäh, 3 Schläge